# Провінційний роман
«Провінційний роман» — радянський художній фільм, знятий режисером Мелісом Убукєєвим в 1981 році на кіностудії «Киргизфільм».

## Сюжет
У фільмі порушена проблема відповідальності за свої вчинки не тільки перед суспільством, не тільки перед оточенням, але й перед самим собою. Дія відбувається в маленькому середньоазіатському містечку, де всі знають одне одного. Банальна любовна історія. Вона «вільна». Він одружений. Спочатку все здається ясним: «Ну, розлучиться. Ну, одружується знову. Що за проблема — хіба мало їх розведених і вдруге одружених?!», на ділі ж усе набагато складніше.

## У ролях
- Талгат Нігматулін — Мурат
- Венера Ібрагімова — Гуля
- Совєтбек Жумадилов — Темір
- Світлана Норбаєва — Роза
- Куман Тастанбеков — Еркін
- Наталія Арінбасарова — адвокат
- Кайсар Боронбаєв — Назар
- Асаналі Ашимов — прокурор
- Нурмухан Жантурін — гравець
- Павло Винник — громадський захисник
- Ахмет Шамиєв — старий
- Айдос Бектеміров — спільник Еркіна
- Мухтар Бахтигерєв — судовий засідатель
- Жанна Керімтаєва — робітниця музею
- Аміна Умурзакова — родичка
- Тургун Бердалієв — спільник Еркіна
- Ашир Чокубаєв — гість
- Асанбек Кидирназаров — родич
- М. Куланбаєв — епізод
- Меруерт Утекешова — епізод
- Л. Бекназарова — епізод
- Раїса Куркіна — епізод
- Гульнара Дусматова — епізод
- Сільвія Бєрова — епізод
- Є. Попов — епізод
- В. Гусєв — епізод
- М. Суморін — епізод

## Знімальна група
- Режисер — Меліс Убукєєв
- Сценаристи — Аркадій Ваксберг, Меліс Убукєєв
- Оператор — Костянтин Орозалієв
- Композитор — Олександр Журбін
- Художник — Віктор Тихоненко